# Paramapania flaccida
Paramapania flaccida är en halvgräsart som beskrevs av Hendrik Uittien. Paramapania flaccida ingår i släktet Paramapania och familjen halvgräs. Inga underarter finns listade i Catalogue of Life.